# Cercophonius squama
O Cercophonius squama é uma espécie de escorpião nativa do sudeste da Austrália e da ilha da Tasmânia. Possui coloração amarelada ou laranja.